# Liste des planètes mineures (187001-188000)
Voici la liste des planètes mineures numérotées de 187001 à 188000. Les planètes mineures sont numérotées lorsque leur orbite est confirmée, ce qui peut parfois se produire longtemps après leur découverte. Elles sont classées ici par leur numéro et donc approximativement par leur date de découverte.

## Planètes mineures 187001 à 188000

### 187001-187100
| Nom      | Désignation provisoire | Date de la découverte | Découvreur           |
| -------- | ---------------------- | --------------------- | -------------------- |
| (187001) | 2004 TB107             | 7 octobre 2004        | LINEAR               |
| (187002) | 2004 TO110             | 7 octobre 2004        | LINEAR               |
| (187003) | 2004 TY120             | 6 octobre 2004        | NEAT                 |
| (187004) | 2004 TV121             | 7 octobre 2004        | LONEOS               |
| (187005) | 2004 TC127             | 7 octobre 2004        | LINEAR               |
| (187006) | 2004 TK127             | 7 octobre 2004        | LINEAR               |
| (187007) | 2004 TG128             | 7 octobre 2004        | LINEAR               |
| (187008) | 2004 TM129             | 7 octobre 2004        | LINEAR               |
| (187009) | 2004 TG137             | 8 octobre 2004        | LONEOS               |
| (187010) | 2004 TB170             | 7 octobre 2004        | LINEAR               |
| (187011) | 2004 TT224             | 8 octobre 2004        | Spacewatch           |
| (187012) | 2004 TW232             | 8 octobre 2004        | Spacewatch           |
| (187013) | 2004 TO282             | 7 octobre 2004        | LINEAR               |
| (187014) | 2004 TA297             | 10 octobre 2004       | Spacewatch           |
| (187015) | 2004 UM2               | 18 octobre 2004       | LINEAR               |
| (187016) | 2004 UT2               | 18 octobre 2004       | LINEAR               |
| (187017) | 2004 VO7               | 3 novembre 2004       | Spacewatch           |
| (187018) | 2004 YC25              | 18 décembre 2004      | Mt. Lemmon Survey    |
| (187019) | 2004 YU36              | 20 décembre 2004      | Mt. Lemmon Survey    |
| (187020) | 2005 AZ63              | 13 janvier 2005       | Spacewatch           |
| (187021) | 2005 AU66              | 13 janvier 2005       | Spacewatch           |
| (187022) | 2005 BJ1               | 16 janvier 2005       | LINEAR               |
| (187023) | 2005 BQ2               | 16 janvier 2005       | LINEAR               |
| (187024) | 2005 BN13              | 17 janvier 2005       | Spacewatch           |
| (187025) | 2005 DB2               | 28 février 2005       | LINEAR               |
| (187026) | 2005 EK70              | 8 mars 2005           | LINEAR               |
| (187027) | 2005 EZ119             | 8 mars 2005           | LONEOS               |
| (187028) | 2005 EY150             | 10 mars 2005          | Spacewatch           |
| (187029) | 2005 EH161             | 9 mars 2005           | Mt. Lemmon Survey    |
| (187030) | 2005 EZ265             | 13 mars 2005          | CSS                  |
| (187031) | 2005 EY317             | 13 mars 2005          | CSS                  |
| (187032) | 2005 GF32              | 4 avril 2005          | CSS                  |
| (187033) | 2005 GH64              | 2 avril 2005          | LONEOS               |
| (187034) | 2005 GG74              | 5 avril 2005          | CSS                  |
| (187035) | 2005 JT15              | 3 mai 2005            | Spacewatch           |
| (187036) | 2005 JS28              | 3 mai 2005            | Spacewatch           |
| (187037) | 2005 JJ74              | 8 mai 2005            | LINEAR               |
| (187038) | 2005 JF97              | 8 mai 2005            | Spacewatch           |
| (187039) | 2005 JL105             | 11 mai 2005           | Mt. Lemmon Survey    |
| (187040) | 2005 JS108             | 14 mai 2005           | LINEAR               |
| (187041) | 2005 JS127             | 12 mai 2005           | LINEAR               |
| (187042) | 2005 KZ2               | 16 mai 2005           | NEAT                 |
| (187043) | 2005 KE12              | 20 mai 2005           | NEAT                 |
| (187044) | 2005 LF15              | 8 juin 2005           | LINEAR               |
| (187045) | 2005 LO21              | 6 juin 2005           | Spacewatch           |
| (187046) | 2005 LT23              | 11 juin 2005          | Spacewatch           |
| (187047) | 2005 LZ29              | 11 juin 2005          | Spacewatch           |
| (187048) | 2005 LV38              | 11 juin 2005          | Spacewatch           |
| (187049) | 2005 LK41              | 12 juin 2005          | Spacewatch           |
| (187050) | 2005 LQ48              | 15 juin 2005          | Mt. Lemmon Survey    |
| (187051) | 2005 LY51              | 15 juin 2005          | Mt. Lemmon Survey    |
| (187052) | 2005 MY                | 17 juin 2005          | Mt. Lemmon Survey    |
| (187053) | 2005 MX4               | 18 juin 2005          | Mt. Lemmon Survey    |
| (187054) | 2005 MP6               | 26 juin 2005          | NEAT                 |
| (187055) | 2005 MR8               | 28 juin 2005          | Spacewatch           |
| (187056) | 2005 MG10              | 27 juin 2005          | Spacewatch           |
| (187057) | 2005 MV11              | 27 juin 2005          | Spacewatch           |
| (187058) | 2005 MB17              | 27 juin 2005          | Spacewatch           |
| (187059) | 2005 ML18              | 28 juin 2005          | NEAT                 |
| (187060) | 2005 MX26              | 29 juin 2005          | Spacewatch           |
| (187061) | 2005 MJ27              | 29 juin 2005          | Spacewatch           |
| (187062) | 2005 MR31              | 28 juin 2005          | NEAT                 |
| (187063) | 2005 MT31              | 28 juin 2005          | Spacewatch           |
| (187064) | 2005 MN37              | 30 juin 2005          | Spacewatch           |
| (187065) | 2005 MU40              | 30 juin 2005          | Spacewatch           |
| (187066) | 2005 MH41              | 30 juin 2005          | Spacewatch           |
| (187067) | 2005 MX41              | 30 juin 2005          | Spacewatch           |
| (187068) | 2005 MM42              | 29 juin 2005          | Spacewatch           |
| (187069) | 2005 MG50              | 30 juin 2005          | LONEOS               |
| (187070) | 2005 MG52              | 30 juin 2005          | LONEOS               |
| (187071) | 2005 MK53              | 28 juin 2005          | NEAT                 |
| (187072) | 2005 NM9               | 1er juillet 2005      | Spacewatch           |
| (187073) | 2005 NS23              | 4 juillet 2005        | Spacewatch           |
| (187074) | 2005 NH28              | 5 juillet 2005        | NEAT                 |
| (187075) | 2005 NA31              | 4 juillet 2005        | Mt. Lemmon Survey    |
| (187076) | 2005 NH42              | 5 juillet 2005        | Spacewatch           |
| (187077) | 2005 NR48              | 8 juillet 2005        | Spacewatch           |
| (187078) | 2005 NA54              | 10 juillet 2005       | Spacewatch           |
| (187079) | 2005 NR54              | 10 juillet 2005       | Spacewatch           |
| (187080) | 2005 NO60              | 9 juillet 2005        | CSS                  |
| (187081) | 2005 NX65              | 1er juillet 2005      | Spacewatch           |
| (187082) | 2005 NR68              | 3 juillet 2005        | NEAT                 |
| (187083) | 2005 NZ82              | 14 juillet 2005       | Broughton, J.        |
| (187084) | 2005 NK85              | 3 juillet 2005        | Mt. Lemmon Survey    |
| (187085) | 2005 ND122             | 12 juillet 2005       | Spacewatch           |
| (187086) | 2005 OP1               | 26 juillet 2005       | NEAT                 |
| (187087) | 2005 OA14              | 30 juillet 2005       | NEAT                 |
| (187088) | 2005 OF14              | 30 juillet 2005       | Siding Spring Survey |
| (187089) | 2005 PE5               | 7 août 2005           | Broughton, J.        |
| (187090) | 2005 PK9               | 4 août 2005           | NEAT                 |
| (187091) | 2005 PC20              | 6 août 2005           | NEAT                 |
| (187092) | 2005 QJ2               | 24 août 2005          | NEAT                 |
| (187093) | 2005 QA3               | 24 août 2005          | NEAT                 |
| (187094) | 2005 QS3               | 24 août 2005          | NEAT                 |
| (187095) | 2005 QL5               | 22 août 2005          | NEAT                 |
| (187096) | 2005 QZ12              | 24 août 2005          | NEAT                 |
| (187097) | 2005 QV15              | 25 août 2005          | NEAT                 |
| (187098) | 2005 QS20              | 26 août 2005          | LONEOS               |
| (187099) | 2005 QD21              | 26 août 2005          | LONEOS               |
| (187100) | 2005 QS24              | 27 août 2005          | Spacewatch           |

### 187101-187200
| Nom                 | Désignation provisoire | Date de la découverte | Découvreur           |
| ------------------- | ---------------------- | --------------------- | -------------------- |
| (187101)            | 2005 QW25              | 27 août 2005          | Spacewatch           |
| (187102)            | 2005 QC30              | 29 août 2005          | LONEOS               |
| (187103)            | 2005 QX32              | 25 août 2005          | NEAT                 |
| (187104)            | 2005 QU37              | 25 août 2005          | NEAT                 |
| (187105)            | 2005 QZ37              | 25 août 2005          | NEAT                 |
| (187106)            | 2005 QW42              | 26 août 2005          | LONEOS               |
| (187107)            | 2005 QV44              | 26 août 2005          | NEAT                 |
| (187108)            | 2005 QT48              | 26 août 2005          | NEAT                 |
| (187109)            | 2005 QP49              | 26 août 2005          | NEAT                 |
| (187110)            | 2005 QC55              | 28 août 2005          | LONEOS               |
| (187111)            | 2005 QG56              | 28 août 2005          | Spacewatch           |
| (187112)            | 2005 QN60              | 26 août 2005          | LONEOS               |
| (187113)            | 2005 QN62              | 26 août 2005          | NEAT                 |
| (187114)            | 2005 QK69              | 28 août 2005          | Siding Spring Survey |
| (187115)            | 2005 QU69              | 29 août 2005          | Spacewatch           |
| (187116)            | 2005 QC71              | 29 août 2005          | Spacewatch           |
| (187117)            | 2005 QG73              | 29 août 2005          | LONEOS               |
| (187118)            | 2005 QE78              | 25 août 2005          | NEAT                 |
| (187119)            | 2005 QD79              | 26 août 2005          | CINEOS               |
| (187120)            | 2005 QO82              | 29 août 2005          | LONEOS               |
| (187121)            | 2005 QQ82              | 29 août 2005          | LINEAR               |
| (187122)            | 2005 QP83              | 29 août 2005          | LONEOS               |
| (187123) Schorderet | 2005 QO84              | 30 août 2005          | Ory, M.              |
| (187124)            | 2005 QX84              | 30 août 2005          | LINEAR               |
| (187125) Marxgyörgy | 2005 QD87              | 31 août 2005          | Piszkesteto          |
| (187126)            | 2005 QN91              | 25 août 2005          | CINEOS               |
| (187127)            | 2005 QG96              | 27 août 2005          | NEAT                 |
| (187128)            | 2005 QW99              | 27 août 2005          | NEAT                 |
| (187129)            | 2005 QY104             | 27 août 2005          | NEAT                 |
| (187130)            | 2005 QV110             | 27 août 2005          | NEAT                 |
| (187131)            | 2005 QF114             | 27 août 2005          | NEAT                 |
| (187132)            | 2005 QM115             | 27 août 2005          | NEAT                 |
| (187133)            | 2005 QO115             | 27 août 2005          | NEAT                 |
| (187134)            | 2005 QG127             | 28 août 2005          | Spacewatch           |
| (187135)            | 2005 QX133             | 28 août 2005          | Spacewatch           |
| (187136)            | 2005 QQ134             | 28 août 2005          | Spacewatch           |
| (187137)            | 2005 QU137             | 28 août 2005          | Spacewatch           |
| (187138)            | 2005 QW137             | 28 août 2005          | Spacewatch           |
| (187139)            | 2005 QX140             | 29 août 2005          | LINEAR               |
| (187140)            | 2005 QV145             | 27 août 2005          | NEAT                 |
| (187141)            | 2005 QG146             | 28 août 2005          | LONEOS               |
| (187142)            | 2005 QN148             | 30 août 2005          | LONEOS               |
| (187143)            | 2005 QV161             | 28 août 2005          | Siding Spring Survey |
| (187144)            | 2005 QM162             | 30 août 2005          | NEAT                 |
| (187145)            | 2005 QG165             | 31 août 2005          | NEAT                 |
| (187146)            | 2005 QB166             | 31 août 2005          | NEAT                 |
| (187147)            | 2005 QK169             | 29 août 2005          | NEAT                 |
| (187148)            | 2005 QZ171             | 29 août 2005          | NEAT                 |
| (187149)            | 2005 QF175             | 31 août 2005          | Spacewatch           |
| (187150)            | 2005 QP175             | 31 août 2005          | NEAT                 |
| (187151)            | 2005 QN178             | 27 août 2005          | NEAT                 |
| (187152)            | 2005 QT178             | 29 août 2005          | Spacewatch           |
| (187153)            | 2005 QS182             | 31 août 2005          | Spacewatch           |
| (187154)            | 2005 QV182             | 25 août 2005          | NEAT                 |
| (187155)            | 2005 RH3               | 5 septembre 2005      | CSS                  |
| (187156)            | 2005 RX5               | 6 septembre 2005      | LONEOS               |
| (187157)            | 2005 RT9               | 9 septembre 2005      | LINEAR               |
| (187158)            | 2005 RE10              | 8 septembre 2005      | Pauwels, T.          |
| (187159)            | 2005 RG10              | 8 septembre 2005      | LINEAR               |
| (187160)            | 2005 RG22              | 8 septembre 2005      | LINEAR               |
| (187161)            | 2005 RS22              | 11 septembre 2005     | Jarnac               |
| (187162)            | 2005 RE29              | 12 septembre 2005     | NEAT                 |
| (187163)            | 2005 RY33              | 13 septembre 2005     | LONEOS               |
| (187164)            | 2005 RF42              | 14 septembre 2005     | Spacewatch           |
| (187165)            | 2005 RB44              | 14 septembre 2005     | Spacewatch           |
| (187166)            | 2005 RD46              | 14 septembre 2005     | Becker, A. C.        |
| (187167)            | 2005 SJ5               | 23 septembre 2005     | CSS                  |
| (187168)            | 2005 SR8               | 25 septembre 2005     | Spacewatch           |
| (187169)            | 2005 SB13              | 24 septembre 2005     | Spacewatch           |
| (187170)            | 2005 SH13              | 24 septembre 2005     | Spacewatch           |
| (187171)            | 2005 SN13              | 24 septembre 2005     | Spacewatch           |
| (187172)            | 2005 SM18              | 26 septembre 2005     | Spacewatch           |
| (187173)            | 2005 SR26              | 23 septembre 2005     | Spacewatch           |
| (187174)            | 2005 SF30              | 23 septembre 2005     | Spacewatch           |
| (187175)            | 2005 SN35              | 23 septembre 2005     | Spacewatch           |
| (187176)            | 2005 SP36              | 24 septembre 2005     | Spacewatch           |
| (187177)            | 2005 SZ37              | 24 septembre 2005     | Spacewatch           |
| (187178)            | 2005 SH39              | 24 septembre 2005     | Spacewatch           |
| (187179)            | 2005 SV44              | 24 septembre 2005     | Spacewatch           |
| (187180)            | 2005 SY49              | 24 septembre 2005     | Spacewatch           |
| (187181)            | 2005 SD51              | 24 septembre 2005     | Spacewatch           |
| (187182)            | 2005 SJ51              | 24 septembre 2005     | Spacewatch           |
| (187183)            | 2005 SH60              | 26 septembre 2005     | Spacewatch           |
| (187184)            | 2005 SO60              | 26 septembre 2005     | NEAT                 |
| (187185)            | 2005 ST61              | 26 septembre 2005     | Spacewatch           |
| (187186)            | 2005 SK62              | 26 septembre 2005     | Spacewatch           |
| (187187)            | 2005 SY65              | 26 septembre 2005     | CSS                  |
| (187188)            | 2005 SR66              | 27 septembre 2005     | Spacewatch           |
| (187189)            | 2005 SB67              | 27 septembre 2005     | Spacewatch           |
| (187190)            | 2005 SS68              | 27 septembre 2005     | Spacewatch           |
| (187191)            | 2005 SU68              | 27 septembre 2005     | Spacewatch           |
| (187192)            | 2005 SE70              | 27 septembre 2005     | NEAT                 |
| (187193)            | 2005 SF72              | 23 septembre 2005     | CSS                  |
| (187194)            | 2005 SW74              | 24 septembre 2005     | Spacewatch           |
| (187195)            | 2005 SQ76              | 24 septembre 2005     | Spacewatch           |
| (187196)            | 2005 SG78              | 24 septembre 2005     | Spacewatch           |
| (187197)            | 2005 SF79              | 24 septembre 2005     | Spacewatch           |
| (187198)            | 2005 SA80              | 24 septembre 2005     | Spacewatch           |
| (187199)            | 2005 SM81              | 24 septembre 2005     | Spacewatch           |
| (187200)            | 2005 SX81              | 24 septembre 2005     | Spacewatch           |

### 187201-187300
| Nom                  | Désignation provisoire | Date de la découverte | Découvreur                  |
| -------------------- | ---------------------- | --------------------- | --------------------------- |
| (187201)             | 2005 SG83              | 24 septembre 2005     | Spacewatch                  |
| (187202)             | 2005 SW84              | 24 septembre 2005     | Spacewatch                  |
| (187203)             | 2005 SB85              | 24 septembre 2005     | Spacewatch                  |
| (187204)             | 2005 SL89              | 24 septembre 2005     | Spacewatch                  |
| (187205)             | 2005 ST92              | 24 septembre 2005     | Spacewatch                  |
| (187206)             | 2005 SG95              | 25 septembre 2005     | Spacewatch                  |
| (187207)             | 2005 SR95              | 25 septembre 2005     | Spacewatch                  |
| (187208)             | 2005 SD96              | 25 septembre 2005     | Spacewatch                  |
| (187209)             | 2005 SH104             | 25 septembre 2005     | Spacewatch                  |
| (187210)             | 2005 SO105             | 25 septembre 2005     | Spacewatch                  |
| (187211)             | 2005 SS105             | 25 septembre 2005     | NEAT                        |
| (187212)             | 2005 SY105             | 25 septembre 2005     | Spacewatch                  |
| (187213)             | 2005 SL110             | 26 septembre 2005     | Spacewatch                  |
| (187214)             | 2005 SD111             | 26 septembre 2005     | Spacewatch                  |
| (187215)             | 2005 SL111             | 26 septembre 2005     | NEAT                        |
| (187216)             | 2005 SV111             | 26 septembre 2005     | Spacewatch                  |
| (187217)             | 2005 SU118             | 28 septembre 2005     | NEAT                        |
| (187218)             | 2005 SY119             | 29 septembre 2005     | Spacewatch                  |
| (187219)             | 2005 SM125             | 29 septembre 2005     | Mt. Lemmon Survey           |
| (187220)             | 2005 SX129             | 29 septembre 2005     | LONEOS                      |
| (187221)             | 2005 SP133             | 29 septembre 2005     | Spacewatch                  |
| (187222)             | 2005 SZ135             | 24 septembre 2005     | Spacewatch                  |
| (187223)             | 2005 SX139             | 25 septembre 2005     | Spacewatch                  |
| (187224)             | 2005 SS140             | 25 septembre 2005     | Spacewatch                  |
| (187225)             | 2005 SG141             | 25 septembre 2005     | Spacewatch                  |
| (187226)             | 2005 SH141             | 25 septembre 2005     | Spacewatch                  |
| (187227)             | 2005 SJ143             | 25 septembre 2005     | Spacewatch                  |
| (187228)             | 2005 SC144             | 25 septembre 2005     | Spacewatch                  |
| (187229)             | 2005 SB145             | 25 septembre 2005     | Spacewatch                  |
| (187230)             | 2005 SQ152             | 25 septembre 2005     | NEAT                        |
| (187231)             | 2005 SR152             | 25 septembre 2005     | NEAT                        |
| (187232)             | 2005 SN153             | 26 septembre 2005     | CSS                         |
| (187233)             | 2005 SC154             | 26 septembre 2005     | Spacewatch                  |
| (187234)             | 2005 SW154             | 26 septembre 2005     | Spacewatch                  |
| (187235)             | 2005 SE157             | 26 septembre 2005     | Spacewatch                  |
| (187236)             | 2005 SD160             | 27 septembre 2005     | Spacewatch                  |
| (187237)             | 2005 SJ160             | 27 septembre 2005     | Spacewatch                  |
| (187238)             | 2005 SH167             | 28 septembre 2005     | NEAT                        |
| (187239)             | 2005 SR169             | 29 septembre 2005     | Spacewatch                  |
| (187240)             | 2005 SK180             | 29 septembre 2005     | Mt. Lemmon Survey           |
| (187241)             | 2005 SO180             | 29 septembre 2005     | Mt. Lemmon Survey           |
| (187242)             | 2005 SR180             | 29 septembre 2005     | Mt. Lemmon Survey           |
| (187243)             | 2005 SA184             | 29 septembre 2005     | Spacewatch                  |
| (187244)             | 2005 SO190             | 29 septembre 2005     | LONEOS                      |
| (187245)             | 2005 SV190             | 29 septembre 2005     | LONEOS                      |
| (187246)             | 2005 SU192             | 29 septembre 2005     | CSS                         |
| (187247)             | 2005 SA195             | 30 septembre 2005     | Spacewatch                  |
| (187248)             | 2005 SS210             | 30 septembre 2005     | NEAT                        |
| (187249)             | 2005 SS219             | 30 septembre 2005     | NEAT                        |
| (187250)             | 2005 SQ221             | 30 septembre 2005     | CSS                         |
| (187251)             | 2005 ST225             | 30 septembre 2005     | Spacewatch                  |
| (187252)             | 2005 SA229             | 30 septembre 2005     | Mt. Lemmon Survey           |
| (187253)             | 2005 SG235             | 29 septembre 2005     | Mt. Lemmon Survey           |
| (187254)             | 2005 SL237             | 29 septembre 2005     | Spacewatch                  |
| (187255)             | 2005 SD248             | 30 septembre 2005     | Spacewatch                  |
| (187256)             | 2005 SG248             | 30 septembre 2005     | NEAT                        |
| (187257)             | 2005 SX250             | 23 septembre 2005     | Spacewatch                  |
| (187258)             | 2005 SF259             | 24 septembre 2005     | LONEOS                      |
| (187259)             | 2005 SK278             | 24 septembre 2005     | Spacewatch                  |
| (187260)             | 2005 SH279             | 30 septembre 2005     | Mt. Lemmon Survey           |
| (187261)             | 2005 SM279             | 23 septembre 2005     | Spacewatch                  |
| (187262)             | 2005 SW281             | 26 septembre 2005     | Spacewatch                  |
| (187263)             | 2005 TH1               | 1er octobre 2005      | CSS                         |
| (187264)             | 2005 TQ3               | 1er octobre 2005      | LONEOS                      |
| (187265)             | 2005 TS9               | 1er octobre 2005      | Mt. Lemmon Survey           |
| (187266)             | 2005 TO21              | 1er octobre 2005      | Spacewatch                  |
| (187267)             | 2005 TA32              | 1er octobre 2005      | Spacewatch                  |
| (187268)             | 2005 TH32              | 1er octobre 2005      | LINEAR                      |
| (187269)             | 2005 TN33              | 1er octobre 2005      | Spacewatch                  |
| (187270)             | 2005 TT34              | 1er octobre 2005      | Spacewatch                  |
| (187271)             | 2005 TU40              | 1er octobre 2005      | LONEOS                      |
| (187272)             | 2005 TV43              | 5 octobre 2005        | LINEAR                      |
| (187273)             | 2005 TJ45              | 5 octobre 2005        | LINEAR                      |
| (187274)             | 2005 TV45              | 7 octobre 2005        | Broughton, J.               |
| (187275)             | 2005 TZ46              | 3 octobre 2005        | CSS                         |
| (187276) Meistas     | 2005 TM48              | 8 octobre 2005        | Cernis, K., Zdanavicius, J. |
| (187277)             | 2005 TA53              | 1er octobre 2005      | LONEOS                      |
| (187278)             | 2005 TK55              | 5 octobre 2005        | LINEAR                      |
| (187279)             | 2005 TE57              | 1er octobre 2005      | Mt. Lemmon Survey           |
| (187280)             | 2005 TS57              | 1er octobre 2005      | Mt. Lemmon Survey           |
| (187281)             | 2005 TK59              | 1er octobre 2005      | Mt. Lemmon Survey           |
| (187282)             | 2005 TH62              | 4 octobre 2005        | Mt. Lemmon Survey           |
| (187283) Jeffhopkins | 2005 TC66              | 3 octobre 2005        | CSS                         |
| (187284)             | 2005 TT68              | 6 octobre 2005        | Spacewatch                  |
| (187285)             | 2005 TS72              | 5 octobre 2005        | CSS                         |
| (187286)             | 2005 TU72              | 5 octobre 2005        | CSS                         |
| (187287)             | 2005 TZ73              | 7 octobre 2005        | LONEOS                      |
| (187288)             | 2005 TY88              | 5 octobre 2005        | Mt. Lemmon Survey           |
| (187289)             | 2005 TO91              | 6 octobre 2005        | Mt. Lemmon Survey           |
| (187290)             | 2005 TW99              | 7 octobre 2005        | LINEAR                      |
| (187291)             | 2005 TY99              | 7 octobre 2005        | LINEAR                      |
| (187292)             | 2005 TC101             | 7 octobre 2005        | CSS                         |
| (187293)             | 2005 TV121             | 7 octobre 2005        | Spacewatch                  |
| (187294)             | 2005 TJ126             | 7 octobre 2005        | Spacewatch                  |
| (187295)             | 2005 TF132             | 7 octobre 2005        | Spacewatch                  |
| (187296)             | 2005 TV139             | 8 octobre 2005        | Spacewatch                  |
| (187297)             | 2005 TE142             | 8 octobre 2005        | Spacewatch                  |
| (187298)             | 2005 TV142             | 8 octobre 2005        | Spacewatch                  |
| (187299)             | 2005 TY151             | 10 octobre 2005       | Spacewatch                  |
| (187300)             | 2005 TX156             | 9 octobre 2005        | Spacewatch                  |

### 187301-187400
| Nom      | Désignation provisoire | Date de la découverte | Découvreur        |
| -------- | ---------------------- | --------------------- | ----------------- |
| (187301) | 2005 TU180             | 1er octobre 2005      | Mt. Lemmon Survey |
| (187302) | 2005 TP191             | 1er octobre 2005      | CSS               |
| (187303) | 2005 TQ193             | 1er octobre 2005      | Mt. Lemmon Survey |
| (187304) | 2005 UV                | 23 octobre 2005       | Young, J. W.      |
| (187305) | 2005 UO2               | 23 octobre 2005       | Eskridge          |
| (187306) | 2005 UG4               | 25 octobre 2005       | Tucker, R. A.     |
| (187307) | 2005 UM9               | 21 octobre 2005       | NEAT              |
| (187308) | 2005 UV12              | 21 octobre 2005       | NEAT              |
| (187309) | 2005 UW15              | 22 octobre 2005       | Spacewatch        |
| (187310) | 2005 UK19              | 22 octobre 2005       | CSS               |
| (187311) | 2005 UR26              | 23 octobre 2005       | CSS               |
| (187312) | 2005 UZ27              | 23 octobre 2005       | Spacewatch        |
| (187313) | 2005 UH35              | 24 octobre 2005       | Spacewatch        |
| (187314) | 2005 UY37              | 24 octobre 2005       | Spacewatch        |
| (187315) | 2005 UZ37              | 24 octobre 2005       | Spacewatch        |
| (187316) | 2005 UG40              | 24 octobre 2005       | Spacewatch        |
| (187317) | 2005 UP40              | 24 octobre 2005       | Spacewatch        |
| (187318) | 2005 UJ41              | 24 octobre 2005       | Spacewatch        |
| (187319) | 2005 US43              | 22 octobre 2005       | Spacewatch        |
| (187320) | 2005 UC49              | 23 octobre 2005       | CSS               |
| (187321) | 2005 UK55              | 23 octobre 2005       | CSS               |
| (187322) | 2005 UT57              | 24 octobre 2005       | Spacewatch        |
| (187323) | 2005 UY59              | 25 octobre 2005       | LONEOS            |
| (187324) | 2005 UH68              | 22 octobre 2005       | NEAT              |
| (187325) | 2005 UL73              | 23 octobre 2005       | NEAT              |
| (187326) | 2005 UH78              | 25 octobre 2005       | Mt. Lemmon Survey |
| (187327) | 2005 UX78              | 25 octobre 2005       | CSS               |
| (187328) | 2005 UA80              | 25 octobre 2005       | Spacewatch        |
| (187329) | 2005 UK80              | 25 octobre 2005       | Spacewatch        |
| (187330) | 2005 UN84              | 22 octobre 2005       | Spacewatch        |
| (187331) | 2005 UR85              | 22 octobre 2005       | Spacewatch        |
| (187332) | 2005 UR87              | 22 octobre 2005       | Spacewatch        |
| (187333) | 2005 UQ96              | 22 octobre 2005       | Spacewatch        |
| (187334) | 2005 UO100             | 22 octobre 2005       | Spacewatch        |
| (187335) | 2005 UO104             | 22 octobre 2005       | Spacewatch        |
| (187336) | 2005 UP107             | 22 octobre 2005       | NEAT              |
| (187337) | 2005 UW108             | 22 octobre 2005       | CSS               |
| (187338) | 2005 UY116             | 23 octobre 2005       | CSS               |
| (187339) | 2005 UR127             | 24 octobre 2005       | Spacewatch        |
| (187340) | 2005 UV131             | 24 octobre 2005       | NEAT              |
| (187341) | 2005 UT141             | 25 octobre 2005       | CSS               |
| (187342) | 2005 UH142             | 25 octobre 2005       | CSS               |
| (187343) | 2005 UL158             | 28 octobre 2005       | Tucker, R. A.     |
| (187344) | 2005 UW159             | 22 octobre 2005       | CSS               |
| (187345) | 2005 UY159             | 22 octobre 2005       | CSS               |
| (187346) | 2005 UB180             | 24 octobre 2005       | Spacewatch        |
| (187347) | 2005 UJ188             | 27 octobre 2005       | Mt. Lemmon Survey |
| (187348) | 2005 UH195             | 22 octobre 2005       | Spacewatch        |
| (187349) | 2005 UT200             | 25 octobre 2005       | Spacewatch        |
| (187350) | 2005 UM201             | 25 octobre 2005       | Spacewatch        |
| (187351) | 2005 UK213             | 21 octobre 2005       | NEAT              |
| (187352) | 2005 UH214             | 24 octobre 2005       | NEAT              |
| (187353) | 2005 UW215             | 25 octobre 2005       | Spacewatch        |
| (187354) | 2005 UM229             | 25 octobre 2005       | Spacewatch        |
| (187355) | 2005 US229             | 25 octobre 2005       | Spacewatch        |
| (187356) | 2005 UW237             | 25 octobre 2005       | Spacewatch        |
| (187357) | 2005 UW238             | 25 octobre 2005       | Spacewatch        |
| (187358) | 2005 UZ250             | 23 octobre 2005       | CSS               |
| (187359) | 2005 UZ251             | 25 octobre 2005       | Spacewatch        |
| (187360) | 2005 UW258             | 25 octobre 2005       | Spacewatch        |
| (187361) | 2005 UP259             | 25 octobre 2005       | Spacewatch        |
| (187362) | 2005 UH262             | 26 octobre 2005       | Spacewatch        |
| (187363) | 2005 UK262             | 26 octobre 2005       | Spacewatch        |
| (187364) | 2005 UR266             | 27 octobre 2005       | Spacewatch        |
| (187365) | 2005 UO272             | 28 octobre 2005       | Spacewatch        |
| (187366) | 2005 UK273             | 28 octobre 2005       | Mt. Lemmon Survey |
| (187367) | 2005 UB278             | 24 octobre 2005       | Spacewatch        |
| (187368) | 2005 UE278             | 24 octobre 2005       | Spacewatch        |
| (187369) | 2005 UT281             | 25 octobre 2005       | CSS               |
| (187370) | 2005 UU308             | 28 octobre 2005       | CSS               |
| (187371) | 2005 UO318             | 27 octobre 2005       | Spacewatch        |
| (187372) | 2005 UT319             | 27 octobre 2005       | Spacewatch        |
| (187373) | 2005 UC330             | 28 octobre 2005       | Spacewatch        |
| (187374) | 2005 UN335             | 30 octobre 2005       | NEAT              |
| (187375) | 2005 UQ352             | 29 octobre 2005       | CSS               |
| (187376) | 2005 US359             | 25 octobre 2005       | Mt. Lemmon Survey |
| (187377) | 2005 UC361             | 27 octobre 2005       | Spacewatch        |
| (187378) | 2005 UJ361             | 27 octobre 2005       | Spacewatch        |
| (187379) | 2005 UB368             | 27 octobre 2005       | Spacewatch        |
| (187380) | 2005 UQ386             | 30 octobre 2005       | CSS               |
| (187381) | 2005 UZ395             | 30 octobre 2005       | Mt. Lemmon Survey |
| (187382) | 2005 UT401             | 27 octobre 2005       | Spacewatch        |
| (187383) | 2005 UF404             | 29 octobre 2005       | Mt. Lemmon Survey |
| (187384) | 2005 UN407             | 30 octobre 2005       | Mt. Lemmon Survey |
| (187385) | 2005 UJ412             | 31 octobre 2005       | Mt. Lemmon Survey |
| (187386) | 2005 UD455             | 28 octobre 2005       | Spacewatch        |
| (187387) | 2005 UW456             | 30 octobre 2005       | Spacewatch        |
| (187388) | 2005 UM461             | 28 octobre 2005       | Mt. Lemmon Survey |
| (187389) | 2005 UF472             | 30 octobre 2005       | Spacewatch        |
| (187390) | 2005 UB483             | 22 octobre 2005       | CSS               |
| (187391) | 2005 UF485             | 22 octobre 2005       | CSS               |
| (187392) | 2005 UA492             | 24 octobre 2005       | NEAT              |
| (187393) | 2005 UL494             | 25 octobre 2005       | CSS               |
| (187394) | 2005 UG501             | 27 octobre 2005       | CSS               |
| (187395) | 2005 UG511             | 27 octobre 2005       | LONEOS            |
| (187396) | 2005 UU516             | 25 octobre 2005       | Becker, A. C.     |
| (187397) | 2005 UR522             | 27 octobre 2005       | Becker, A. C.     |
| (187398) | 2005 VN10              | 2 novembre 2005       | Mt. Lemmon Survey |
| (187399) | 2005 VB31              | 4 novembre 2005       | Spacewatch        |
| (187400) | 2005 VA34              | 2 novembre 2005       | Mt. Lemmon Survey |

### 187401-187500
| Nom                   | Désignation provisoire | Date de la découverte | Découvreur        |
| --------------------- | ---------------------- | --------------------- | ----------------- |
| (187401)              | 2005 VB34              | 2 novembre 2005       | Mt. Lemmon Survey |
| (187402)              | 2005 VA38              | 3 novembre 2005       | Mt. Lemmon Survey |
| (187403)              | 2005 VB38              | 3 novembre 2005       | Mt. Lemmon Survey |
| (187404)              | 2005 VK43              | 5 novembre 2005       | Mt. Lemmon Survey |
| (187405)              | 2005 VL46              | 4 novembre 2005       | Mt. Lemmon Survey |
| (187406)              | 2005 VJ49              | 1er novembre 2005     | LINEAR            |
| (187407)              | 2005 VG53              | 3 novembre 2005       | Mt. Lemmon Survey |
| (187408)              | 2005 VR56              | 4 novembre 2005       | Mt. Lemmon Survey |
| (187409)              | 2005 VE58              | 4 novembre 2005       | Mt. Lemmon Survey |
| (187410) Anitabrockie | 2005 VT60              | 5 novembre 2005       | Mt. Lemmon Survey |
| (187411)              | 2005 VD65              | 1er novembre 2005     | Mt. Lemmon Survey |
| (187412)              | 2005 VM70              | 1er novembre 2005     | Mt. Lemmon Survey |
| (187413)              | 2005 VM72              | 1er novembre 2005     | Mt. Lemmon Survey |
| (187414)              | 2005 VA78              | 6 novembre 2005       | LINEAR            |
| (187415)              | 2005 VB78              | 6 novembre 2005       | LINEAR            |
| (187416)              | 2005 VV78              | 6 novembre 2005       | Mt. Lemmon Survey |
| (187417)              | 2005 VJ79              | 3 novembre 2005       | Mt. Lemmon Survey |
| (187418)              | 2005 VN80              | 5 novembre 2005       | Spacewatch        |
| (187419)              | 2005 VD87              | 6 novembre 2005       | Spacewatch        |
| (187420)              | 2005 VY103             | 3 novembre 2005       | Spacewatch        |
| (187421)              | 2005 VF111             | 6 novembre 2005       | Mt. Lemmon Survey |
| (187422)              | 2005 VA112             | 6 novembre 2005       | Mt. Lemmon Survey |
| (187423)              | 2005 VR114             | 10 novembre 2005      | CINEOS            |
| (187424)              | 2005 VL119             | 15 novembre 2005      | NEAT              |
| (187425)              | 2005 VR123             | 2 novembre 2005       | CSS               |
| (187426)              | 2005 WJ5               | 20 novembre 2005      | NEAT              |
| (187427)              | 2005 WH6               | 21 novembre 2005      | CSS               |
| (187428)              | 2005 WK6               | 21 novembre 2005      | CSS               |
| (187429)              | 2005 WH11              | 22 novembre 2005      | Spacewatch        |
| (187430)              | 2005 WO27              | 21 novembre 2005      | Spacewatch        |
| (187431)              | 2005 WV27              | 21 novembre 2005      | Spacewatch        |
| (187432)              | 2005 WF29              | 21 novembre 2005      | Spacewatch        |
| (187433)              | 2005 WG30              | 21 novembre 2005      | Spacewatch        |
| (187434)              | 2005 WD38              | 22 novembre 2005      | Spacewatch        |
| (187435)              | 2005 WD53              | 25 novembre 2005      | Mt. Lemmon Survey |
| (187436)              | 2005 WN57              | 30 novembre 2005      | Spacewatch        |
| (187437)              | 2005 WQ62              | 25 novembre 2005      | CSS               |
| (187438)              | 2005 WO65              | 26 novembre 2005      | Mt. Lemmon Survey |
| (187439)              | 2005 WZ73              | 26 novembre 2005      | CSS               |
| (187440)              | 2005 WG81              | 26 novembre 2005      | Mt. Lemmon Survey |
| (187441)              | 2005 WM84              | 26 novembre 2005      | Mt. Lemmon Survey |
| (187442)              | 2005 WF96              | 26 novembre 2005      | Spacewatch        |
| (187443)              | 2005 WO97              | 26 novembre 2005      | Mt. Lemmon Survey |
| (187444)              | 2005 WQ102             | 25 novembre 2005      | CSS               |
| (187445)              | 2005 WY107             | 28 novembre 2005      | Spacewatch        |
| (187446)              | 2005 WV115             | 30 novembre 2005      | LONEOS            |
| (187447) Johnmester   | 2005 WD117             | 29 novembre 2005      | Reddy, V.         |
| (187448)              | 2005 WL120             | 29 novembre 2005      | Spacewatch        |
| (187449)              | 2005 WH132             | 25 novembre 2005      | Mt. Lemmon Survey |
| (187450)              | 2005 WK155             | 29 novembre 2005      | NEAT              |
| (187451)              | 2005 WO165             | 29 novembre 2005      | Mt. Lemmon Survey |
| (187452)              | 2005 WN179             | 21 novembre 2005      | LONEOS            |
| (187453)              | 2005 WP191             | 22 novembre 2005      | CSS               |
| (187454)              | 2005 WB192             | 25 novembre 2005      | CSS               |
| (187455)              | 2005 WD193             | 26 novembre 2005      | CSS               |
| (187456)              | 2005 XK5               | 4 décembre 2005       | Spacewatch        |
| (187457)              | 2005 XA17              | 1er décembre 2005     | Spacewatch        |
| (187458)              | 2005 XT23              | 2 décembre 2005       | LINEAR            |
| (187459)              | 2005 XO28              | 1er décembre 2005     | CSS               |
| (187460)              | 2005 XE53              | 4 décembre 2005       | Spacewatch        |
| (187461)              | 2005 XM65              | 7 décembre 2005       | Sposetti, S.      |
| (187462)              | 2005 XV70              | 6 décembre 2005       | Spacewatch        |
| (187463)              | 2005 XX106             | 1er décembre 2005     | Buie, M. W.       |
| (187464)              | 2005 YC10              | 21 décembre 2005      | Spacewatch        |
| (187465)              | 2005 YZ139             | 28 décembre 2005      | Spacewatch        |
| (187466)              | 2005 YR171             | 22 décembre 2005      | CSS               |
| (187467)              | 2005 YS250             | 28 décembre 2005      | Spacewatch        |
| (187468)              | 2006 AE24              | 5 janvier 2006        | LINEAR            |
| (187469)              | 2006 BL53              | 25 janvier 2006       | Spacewatch        |
| (187470)              | 2006 BH59              | 23 janvier 2006       | Mt. Lemmon Survey |
| (187471)              | 2006 BV72              | 23 janvier 2006       | Spacewatch        |
| (187472)              | 2006 BP73              | 23 janvier 2006       | Spacewatch        |
| (187473)              | 2006 BJ103             | 23 janvier 2006       | Mt. Lemmon Survey |
| (187474)              | 2006 BM116             | 26 janvier 2006       | Spacewatch        |
| (187475)              | 2006 BV119             | 26 janvier 2006       | Spacewatch        |
| (187476)              | 2006 BB213             | 30 janvier 2006       | Bickel, W.        |
| (187477)              | 2006 BW232             | 31 janvier 2006       | Spacewatch        |
| (187478)              | 2006 CY29              | 2 février 2006        | Spacewatch        |
| (187479)              | 2006 DA15              | 20 février 2006       | Spacewatch        |
| (187480)              | 2006 QX39              | 24 août 2006          | San Marcello      |
| (187481)              | 2006 QU116             | 27 août 2006          | LONEOS            |
| (187482)              | 2006 RY32              | 15 septembre 2006     | Spacewatch        |
| (187483)              | 2006 RO39              | 12 septembre 2006     | CSS               |
| (187484)              | 2006 RK97              | 15 septembre 2006     | Spacewatch        |
| (187485)              | 2006 SL18              | 17 septembre 2006     | Spacewatch        |
| (187486)              | 2006 SE54              | 16 septembre 2006     | CSS               |
| (187487)              | 2006 SM54              | 17 septembre 2006     | Spacewatch        |
| (187488)              | 2006 SZ185             | 25 septembre 2006     | Mt. Lemmon Survey |
| (187489)              | 2006 SN206             | 25 septembre 2006     | Mt. Lemmon Survey |
| (187490)              | 2006 SJ212             | 26 septembre 2006     | Spacewatch        |
| (187491)              | 2006 SU223             | 25 septembre 2006     | Mt. Lemmon Survey |
| (187492)              | 2006 SP269             | 26 septembre 2006     | Mt. Lemmon Survey |
| (187493)              | 2006 SQ275             | 28 septembre 2006     | Bickel, W.        |
| (187494)              | 2006 SP290             | 25 septembre 2006     | Spacewatch        |
| (187495)              | 2006 SN293             | 25 septembre 2006     | Spacewatch        |
| (187496)              | 2006 SP308             | 27 septembre 2006     | Spacewatch        |
| (187497)              | 2006 SK320             | 27 septembre 2006     | Spacewatch        |
| (187498)              | 2006 SQ326             | 27 septembre 2006     | Spacewatch        |
| (187499)              | 2006 SZ348             | 28 septembre 2006     | Spacewatch        |
| (187500)              | 2006 SX352             | 30 septembre 2006     | CSS               |

### 187501-187600
| Nom                     | Désignation provisoire | Date de la découverte | Découvreur            |
| ----------------------- | ---------------------- | --------------------- | --------------------- |
| (187501)                | 2006 SY352             | 30 septembre 2006     | CSS                   |
| (187502)                | 2006 SG357             | 30 septembre 2006     | CSS                   |
| (187503)                | 2006 SQ364             | 28 septembre 2006     | Mt. Lemmon Survey     |
| (187504)                | 2006 SO365             | 30 septembre 2006     | Mt. Lemmon Survey     |
| (187505)                | 2006 SX394             | 27 septembre 2006     | Mt. Lemmon Survey     |
| (187506)                | 2006 TB17              | 11 octobre 2006       | Spacewatch            |
| (187507)                | 2006 TJ30              | 12 octobre 2006       | Spacewatch            |
| (187508)                | 2006 TB43              | 12 octobre 2006       | Spacewatch            |
| (187509)                | 2006 TT46              | 12 octobre 2006       | Spacewatch            |
| (187510)                | 2006 TU48              | 12 octobre 2006       | Spacewatch            |
| (187511)                | 2006 TE63              | 10 octobre 2006       | NEAT                  |
| (187512)                | 2006 TB77              | 11 octobre 2006       | NEAT                  |
| (187513)                | 2006 TG91              | 13 octobre 2006       | Spacewatch            |
| (187514) Tainan         | 2006 TM94              | 15 octobre 2006       | Lin, C.-S., Ye, Q.-z. |
| (187515)                | 2006 TL97              | 13 octobre 2006       | Spacewatch            |
| (187516)                | 2006 TH107             | 15 octobre 2006       | Spacewatch            |
| (187517)                | 2006 TA109             | 2 octobre 2006        | Mt. Lemmon Survey     |
| (187518)                | 2006 TD110             | 13 octobre 2006       | Spacewatch            |
| (187519)                | 2006 UR5               | 16 octobre 2006       | CSS                   |
| (187520)                | 2006 UJ8               | 16 octobre 2006       | CSS                   |
| (187521)                | 2006 UL11              | 17 octobre 2006       | Mt. Lemmon Survey     |
| (187522)                | 2006 UB12              | 17 octobre 2006       | Mt. Lemmon Survey     |
| (187523)                | 2006 UC12              | 17 octobre 2006       | Mt. Lemmon Survey     |
| (187524)                | 2006 UD34              | 16 octobre 2006       | Spacewatch            |
| (187525)                | 2006 UU36              | 16 octobre 2006       | Spacewatch            |
| (187526)                | 2006 UP40              | 16 octobre 2006       | Spacewatch            |
| (187527)                | 2006 US45              | 16 octobre 2006       | Spacewatch            |
| (187528)                | 2006 UM61              | 19 octobre 2006       | Mt. Lemmon Survey     |
| (187529)                | 2006 UQ61              | 19 octobre 2006       | CSS                   |
| (187530)                | 2006 UG62              | 17 octobre 2006       | Mt. Lemmon Survey     |
| (187531) Omorichugakkou | 2006 UM63              | 20 octobre 2006       | Nyukasa               |
| (187532)                | 2006 UX64              | 23 octobre 2006       | Endate, K.            |
| (187533)                | 2006 UQ80              | 17 octobre 2006       | Mt. Lemmon Survey     |
| (187534)                | 2006 UU86              | 17 octobre 2006       | Mt. Lemmon Survey     |
| (187535)                | 2006 UH87              | 17 octobre 2006       | Mt. Lemmon Survey     |
| (187536)                | 2006 UH89              | 17 octobre 2006       | Spacewatch            |
| (187537)                | 2006 UV93              | 18 octobre 2006       | Spacewatch            |
| (187538)                | 2006 UA98              | 18 octobre 2006       | Spacewatch            |
| (187539)                | 2006 UC98              | 18 octobre 2006       | Spacewatch            |
| (187540)                | 2006 UQ115             | 19 octobre 2006       | Spacewatch            |
| (187541)                | 2006 UX149             | 20 octobre 2006       | CSS                   |
| (187542)                | 2006 UC183             | 17 octobre 2006       | CSS                   |
| (187543)                | 2006 UV191             | 19 octobre 2006       | CSS                   |
| (187544)                | 2006 UP200             | 21 octobre 2006       | Spacewatch            |
| (187545)                | 2006 UA218             | 30 octobre 2006       | Endate, K.            |
| (187546)                | 2006 UV221             | 17 octobre 2006       | Mt. Lemmon Survey     |
| (187547)                | 2006 UG230             | 21 octobre 2006       | NEAT                  |
| (187548)                | 2006 UJ240             | 23 octobre 2006       | Spacewatch            |
| (187549)                | 2006 UX240             | 23 octobre 2006       | Mt. Lemmon Survey     |
| (187550)                | 2006 UW248             | 27 octobre 2006       | Mt. Lemmon Survey     |
| (187551)                | 2006 UX255             | 27 octobre 2006       | Mt. Lemmon Survey     |
| (187552)                | 2006 UB273             | 27 octobre 2006       | Spacewatch            |
| (187553)                | 2006 VG12              | 11 novembre 2006      | Mt. Lemmon Survey     |
| (187554)                | 2006 VT12              | 11 novembre 2006      | Tucker, R. A.         |
| (187555)                | 2006 VJ15              | 9 novembre 2006       | Spacewatch            |
| (187556)                | 2006 VZ22              | 10 novembre 2006      | Spacewatch            |
| (187557)                | 2006 VO24              | 10 novembre 2006      | Spacewatch            |
| (187558)                | 2006 VK50              | 10 novembre 2006      | Spacewatch            |
| (187559)                | 2006 VV51              | 10 novembre 2006      | Ries, W.              |
| (187560)                | 2006 VO60              | 11 novembre 2006      | Mt. Lemmon Survey     |
| (187561)                | 2006 VV60              | 11 novembre 2006      | Spacewatch            |
| (187562)                | 2006 VR67              | 11 novembre 2006      | Spacewatch            |
| (187563)                | 2006 VJ73              | 11 novembre 2006      | Spacewatch            |
| (187564)                | 2006 VL79              | 12 novembre 2006      | Mt. Lemmon Survey     |
| (187565)                | 2006 VT79              | 12 novembre 2006      | Mt. Lemmon Survey     |
| (187566)                | 2006 VD89              | 14 novembre 2006      | Spacewatch            |
| (187567)                | 2006 VE94              | 15 novembre 2006      | CSS                   |
| (187568)                | 2006 VU99              | 11 novembre 2006      | CSS                   |
| (187569)                | 2006 VL107             | 13 novembre 2006      | Spacewatch            |
| (187570)                | 2006 VS123             | 14 novembre 2006      | Spacewatch            |
| (187571)                | 2006 VV123             | 14 novembre 2006      | Spacewatch            |
| (187572)                | 2006 VV142             | 14 novembre 2006      | LINEAR                |
| (187573)                | 2006 VN147             | 15 novembre 2006      | CSS                   |
| (187574)                | 2006 VC153             | 8 novembre 2006       | NEAT                  |
| (187575)                | 2006 VW153             | 8 novembre 2006       | NEAT                  |
| (187576)                | 2006 WK9               | 16 novembre 2006      | Spacewatch            |
| (187577)                | 2006 WR20              | 17 novembre 2006      | Mt. Lemmon Survey     |
| (187578)                | 2006 WQ26              | 18 novembre 2006      | LINEAR                |
| (187579)                | 2006 WA27              | 18 novembre 2006      | LINEAR                |
| (187580)                | 2006 WJ35              | 16 novembre 2006      | Spacewatch            |
| (187581)                | 2006 WP39              | 16 novembre 2006      | Spacewatch            |
| (187582)                | 2006 WN46              | 16 novembre 2006      | Spacewatch            |
| (187583)                | 2006 WM51              | 16 novembre 2006      | Spacewatch            |
| (187584)                | 2006 WM64              | 17 novembre 2006      | Mt. Lemmon Survey     |
| (187585)                | 2006 WC82              | 18 novembre 2006      | Spacewatch            |
| (187586)                | 2006 WD88              | 18 novembre 2006      | Mt. Lemmon Survey     |
| (187587)                | 2006 WJ88              | 18 novembre 2006      | LINEAR                |
| (187588)                | 2006 WV88              | 18 novembre 2006      | Spacewatch            |
| (187589)                | 2006 WH98              | 19 novembre 2006      | Spacewatch            |
| (187590)                | 2006 WY104             | 19 novembre 2006      | Spacewatch            |
| (187591)                | 2006 WA106             | 19 novembre 2006      | Spacewatch            |
| (187592)                | 2006 WN115             | 20 novembre 2006      | Spacewatch            |
| (187593)                | 2006 WY117             | 20 novembre 2006      | Mt. Lemmon Survey     |
| (187594)                | 2006 WA128             | 24 novembre 2006      | Nyukasa               |
| (187595)                | 2006 WE128             | 24 novembre 2006      | Nyukasa               |
| (187596)                | 2006 WG149             | 20 novembre 2006      | Spacewatch            |
| (187597)                | 2006 WW182             | 24 novembre 2006      | Spacewatch            |
| (187598)                | 2006 WZ190             | 25 novembre 2006      | CSS                   |
| (187599)                | 2006 XZ9               | 9 décembre 2006       | Spacewatch            |
| (187600)                | 2006 XG15              | 10 décembre 2006      | Spacewatch            |

### 187601-187700
| Nom                 | Désignation provisoire | Date de la découverte | Découvreur                                   |
| ------------------- | ---------------------- | --------------------- | -------------------------------------------- |
| (187601)            | 2006 XQ25              | 12 décembre 2006      | Mt. Lemmon Survey                            |
| (187602)            | 2006 XY27              | 13 décembre 2006      | Mt. Lemmon Survey                            |
| (187603)            | 2006 XK38              | 11 décembre 2006      | Spacewatch                                   |
| (187604)            | 2006 XN63              | 6 décembre 2006       | NEAT                                         |
| (187605)            | 2006 XR65              | 12 décembre 2006      | NEAT                                         |
| (187606)            | 2006 XB69              | 12 décembre 2006      | Mt. Lemmon Survey                            |
| (187607)            | 2006 YB13              | 21 décembre 2006      | Spacewatch                                   |
| (187608)            | 2006 YZ14              | 16 décembre 2006      | Mt. Lemmon Survey                            |
| (187609)            | 2006 YX30              | 21 décembre 2006      | Spacewatch                                   |
| (187610)            | 2006 YK37              | 21 décembre 2006      | Spacewatch                                   |
| (187611)            | 2007 AJ1               | 8 janvier 2007        | Mt. Lemmon Survey                            |
| (187612)            | 2007 AN6               | 8 janvier 2007        | Spacewatch                                   |
| (187613)            | 2007 AU13              | 9 janvier 2007        | Mt. Lemmon Survey                            |
| (187614)            | 2007 AX14              | 10 janvier 2007       | Mt. Lemmon Survey                            |
| (187615)            | 2007 AG16              | 10 janvier 2007       | Spacewatch                                   |
| (187616)            | 2007 AK17              | 15 janvier 2007       | CSS                                          |
| (187617)            | 2007 AE18              | 8 janvier 2007        | CSS                                          |
| (187618)            | 2007 AM22              | 14 janvier 2007       | Nyukasa                                      |
| (187619)            | 2007 AA23              | 10 janvier 2007       | Mt. Lemmon Survey                            |
| (187620)            | 2007 AH26              | 10 janvier 2007       | Spacewatch                                   |
| (187621)            | 2007 AY26              | 14 janvier 2007       | LINEAR                                       |
| (187622)            | 2007 BL9               | 17 janvier 2007       | NEAT                                         |
| (187623)            | 2007 BM10              | 17 janvier 2007       | NEAT                                         |
| (187624)            | 2007 BH17              | 17 janvier 2007       | NEAT                                         |
| (187625)            | 2007 BF19              | 21 janvier 2007       | LINEAR                                       |
| (187626)            | 2007 BB22              | 24 janvier 2007       | LINEAR                                       |
| (187627)            | 2007 BE30              | 24 janvier 2007       | CSS                                          |
| (187628)            | 2007 BX36              | 24 janvier 2007       | CSS                                          |
| (187629)            | 2007 BY43              | 24 janvier 2007       | CSS                                          |
| (187630)            | 2007 BQ50              | 23 janvier 2007       | LONEOS                                       |
| (187631)            | 2007 BS63              | 27 janvier 2007       | Mt. Lemmon Survey                            |
| (187632)            | 2007 BA66              | 27 janvier 2007       | Mt. Lemmon Survey                            |
| (187633)            | 2007 BG66              | 27 janvier 2007       | Mt. Lemmon Survey                            |
| (187634)            | 2007 CE                | 6 février 2007        | Spacewatch                                   |
| (187635)            | 2007 CH2               | 6 février 2007        | Spacewatch                                   |
| (187636) Chungyuan  | 2007 CF13              | 6 février 2007        | Lin, H.-C., Ye, Q.-z.                        |
| (187637)            | 2007 CC25              | 8 février 2007        | CSS                                          |
| (187638) Greenewalt | 2007 CH26              | 11 février 2007       | Skillman, D.                                 |
| (187639)            | 2007 CV28              | 6 février 2007        | Mt. Lemmon Survey                            |
| (187640)            | 2007 CF31              | 6 février 2007        | Mt. Lemmon Survey                            |
| (187641)            | 2007 CV36              | 6 février 2007        | Mt. Lemmon Survey                            |
| (187642)            | 2007 CP40              | 7 février 2007        | Spacewatch                                   |
| (187643)            | 2007 CU45              | 8 février 2007        | NEAT                                         |
| (187644)            | 2007 DA1               | 16 février 2007       | Calvin College                               |
| (187645)            | 2007 DB1               | 16 février 2007       | Calvin College                               |
| (187646)            | 2007 DB3               | 16 février 2007       | CSS                                          |
| (187647)            | 2007 DN16              | 17 février 2007       | Spacewatch                                   |
| (187648)            | 2007 DC24              | 17 février 2007       | Spacewatch                                   |
| (187649)            | 2007 DG77              | 22 février 2007       | CSS                                          |
| (187650)            | 2007 DA78              | 23 février 2007       | CSS                                          |
| (187651)            | 2007 DU91              | 23 février 2007       | Mt. Lemmon Survey                            |
| (187652)            | 2007 EP19              | 10 mars 2007          | Mt. Lemmon Survey                            |
| (187653)            | 2007 EN31              | 10 mars 2007          | Spacewatch                                   |
| (187654)            | 2007 EQ61              | 10 mars 2007          | Spacewatch                                   |
| (187655)            | 2007 EZ103             | 11 mars 2007          | Mt. Lemmon Survey                            |
| (187656)            | 2007 EM107             | 11 mars 2007          | Spacewatch                                   |
| (187657)            | 2007 ER148             | 12 mars 2007          | Mt. Lemmon Survey                            |
| (187658)            | 2007 EV161             | 15 mars 2007          | Mt. Lemmon Survey                            |
| (187659)            | 2007 EN186             | 15 mars 2007          | Mt. Lemmon Survey                            |
| (187660)            | 2007 JE8               | 9 mai 2007            | Mt. Lemmon Survey                            |
| (187661)            | 2007 JG43              | 10 mai 2007           | Schwamb, M. E., Brown, M. E., Rabinowitz, D. |
| (187662)            | 2007 JU44              | 10 mai 2007           | Mt. Lemmon Survey                            |
| (187663)            | 2007 WM20              | 18 novembre 2007      | Mt. Lemmon Survey                            |
| (187664)            | 2007 WQ52              | 20 novembre 2007      | Mt. Lemmon Survey                            |
| (187665)            | 2008 AY49              | 11 janvier 2008       | Spacewatch                                   |
| (187666)            | 2008 BM18              | 30 janvier 2008       | Mt. Lemmon Survey                            |
| (187667)            | 2008 BZ38              | 31 janvier 2008       | Mt. Lemmon Survey                            |
| (187668)            | 2008 BB39              | 30 janvier 2008       | OAM                                          |
| (187669) Obastromca | 2008 CK5               | 5 février 2008        | OAM                                          |
| (187670)            | 2008 CL18              | 3 février 2008        | Spacewatch                                   |
| (187671)            | 2008 CJ37              | 2 février 2008        | Spacewatch                                   |
| (187672)            | 2008 CT41              | 2 février 2008        | Spacewatch                                   |
| (187673)            | 2008 CO70              | 9 février 2008        | Dillon, W. G.                                |
| (187674)            | 2008 CZ74              | 10 février 2008       | Bickel, W.                                   |
| (187675)            | 2008 CN85              | 7 février 2008        | Spacewatch                                   |
| (187676)            | 2008 CG91              | 8 février 2008        | Spacewatch                                   |
| (187677)            | 2008 CF142             | 8 février 2008        | Spacewatch                                   |
| (187678)            | 2008 CS156             | 9 février 2008        | Spacewatch                                   |
| (187679) Folinsbee  | 2008 DC5               | 28 février 2008       | Lowe, A.                                     |
| (187680) Stelck     | 2008 DE5               | 28 février 2008       | Lowe, A.                                     |
| (187681)            | 2008 DP11              | 26 février 2008       | Spacewatch                                   |
| (187682)            | 2008 DV12              | 26 février 2008       | Spacewatch                                   |
| (187683)            | 2008 DE15              | 26 février 2008       | Mt. Lemmon Survey                            |
| (187684)            | 2008 DW16              | 27 février 2008       | Mt. Lemmon Survey                            |
| (187685)            | 2008 DO21              | 28 février 2008       | Spacewatch                                   |
| (187686)            | 2008 DJ26              | 26 février 2008       | Spacewatch                                   |
| (187687)            | 2008 DV31              | 27 février 2008       | Spacewatch                                   |
| (187688)            | 2008 DR33              | 27 février 2008       | Spacewatch                                   |
| (187689)            | 2008 DS40              | 27 février 2008       | Spacewatch                                   |
| (187690)            | 2008 DT46              | 28 février 2008       | Spacewatch                                   |
| (187691)            | 2008 DT47              | 28 février 2008       | Mt. Lemmon Survey                            |
| (187692)            | 2008 DM56              | 29 février 2008       | Spacewatch                                   |
| (187693)            | 2008 DG58              | 27 février 2008       | LINEAR                                       |
| (187694)            | 2008 DN59              | 27 février 2008       | Mt. Lemmon Survey                            |
| (187695)            | 2008 DP68              | 29 février 2008       | Spacewatch                                   |
| (187696)            | 2008 DU69              | 29 février 2008       | Spacewatch                                   |
| (187697)            | 2008 DZ73              | 27 février 2008       | Mt. Lemmon Survey                            |
| (187698)            | 2008 DM79              | 28 février 2008       | CSS                                          |
| (187699)            | 2008 EF1               | 3 mars 2008           | Chante-Perdrix                               |
| (187700) Zagreb     | 2008 EG8               | 2 mars 2008           | OAM                                          |

### 187701-187800
| Nom                   | Désignation provisoire | Date de la découverte | Découvreur                                                |
| --------------------- | ---------------------- | --------------------- | --------------------------------------------------------- |
| (187701)              | 2008 EU16              | 1er mars 2008         | Spacewatch                                                |
| (187702)              | 2008 EM19              | 2 mars 2008           | Spacewatch                                                |
| (187703)              | 2008 EC20              | 2 mars 2008           | Spacewatch                                                |
| (187704)              | 2008 EC25              | 3 mars 2008           | Mt. Lemmon Survey                                         |
| (187705)              | 2008 EV28              | 4 mars 2008           | Mt. Lemmon Survey                                         |
| (187706)              | 2008 EU34              | 2 mars 2008           | Spacewatch                                                |
| (187707) Nandaxianlin | 2008 EQ35              | 2 mars 2008           | PMO NEO Survey Program                                    |
| (187708)              | 2008 EJ36              | 3 mars 2008           | Spacewatch                                                |
| (187709) Fengduan     | 2008 EW36              | 3 mars 2008           | PMO NEO Survey Program                                    |
| (187710)              | 2008 EM47              | 5 mars 2008           | Mt. Lemmon Survey                                         |
| (187711)              | 2008 EU47              | 5 mars 2008           | Spacewatch                                                |
| (187712)              | 2008 ET54              | 6 mars 2008           | Spacewatch                                                |
| (187713)              | 2008 ES56              | 7 mars 2008           | CSS                                                       |
| (187714)              | 2008 EU76              | 7 mars 2008           | Spacewatch                                                |
| (187715)              | 2008 EZ77              | 7 mars 2008           | Spacewatch                                                |
| (187716)              | 2008 ED81              | 10 mars 2008          | Spacewatch                                                |
| (187717)              | 2008 ED82              | 5 mars 2008           | LINEAR                                                    |
| (187718)              | 2008 EB83              | 8 mars 2008           | LINEAR                                                    |
| (187719)              | 2008 EG83              | 8 mars 2008           | LINEAR                                                    |
| (187720)              | 2008 EX85              | 7 mars 2008           | CSS                                                       |
| (187721)              | 2008 EJ123             | 9 mars 2008           | Spacewatch                                                |
| (187722)              | 2008 EN136             | 11 mars 2008          | Spacewatch                                                |
| (187723)              | 2008 EN146             | 5 mars 2008           | Mt. Lemmon Survey                                         |
| (187724)              | 2008 FC38              | 28 mars 2008          | Spacewatch                                                |
| (187725)              | 2008 FV40              | 28 mars 2008          | Spacewatch                                                |
| (187726)              | 2008 FX52              | 28 mars 2008          | Mt. Lemmon Survey                                         |
| (187727)              | 2008 FW55              | 28 mars 2008          | Mt. Lemmon Survey                                         |
| (187728)              | 2008 FR58              | 28 mars 2008          | Mt. Lemmon Survey                                         |
| (187729)              | 2008 FO61              | 30 mars 2008          | CSS                                                       |
| (187730)              | 2008 FX66              | 28 mars 2008          | Spacewatch                                                |
| (187731)              | 2008 FH76              | 31 mars 2008          | CSS                                                       |
| (187732)              | 2008 FM80              | 27 mars 2008          | Mt. Lemmon Survey                                         |
| (187733)              | 2008 FW80              | 27 mars 2008          | Mt. Lemmon Survey                                         |
| (187734)              | 2008 FF104             | 30 mars 2008          | Spacewatch                                                |
| (187735)              | 2008 FD106             | 31 mars 2008          | Spacewatch                                                |
| (187736)              | 2008 FA114             | 31 mars 2008          | Spacewatch                                                |
| (187737)              | 2153 P-L               | 24 septembre 1960     | van Houten, C. J., van Houten-Groeneveld, I., Gehrels, T. |
| (187738)              | 5031 P-L               | 17 octobre 1960       | van Houten, C. J., van Houten-Groeneveld, I., Gehrels, T. |
| (187739)              | 1168 T-1               | 25 mars 1971          | van Houten, C. J., van Houten-Groeneveld, I., Gehrels, T. |
| (187740)              | 1224 T-2               | 29 septembre 1973     | van Houten, C. J., van Houten-Groeneveld, I., Gehrels, T. |
| (187741)              | 2100 T-3               | 16 octobre 1977       | van Houten, C. J., van Houten-Groeneveld, I., Gehrels, T. |
| (187742)              | 2351 T-3               | 16 octobre 1977       | van Houten, C. J., van Houten-Groeneveld, I., Gehrels, T. |
| (187743)              | 3562 T-3               | 16 octobre 1977       | van Houten, C. J., van Houten-Groeneveld, I., Gehrels, T. |
| (187744)              | 4085 T-3               | 16 octobre 1977       | van Houten, C. J., van Houten-Groeneveld, I., Gehrels, T. |
| (187745)              | 5137 T-3               | 16 octobre 1977       | van Houten, C. J., van Houten-Groeneveld, I., Gehrels, T. |
| (187746)              | 1976 DC                | 27 février 1976       | West, R. M.                                               |
| (187747)              | 1993 FS21              | 21 mars 1993          | UESAC                                                     |
| (187748)              | 1993 FW33              | 19 mars 1993          | UESAC                                                     |
| (187749)              | 1993 FC61              | 19 mars 1993          | UESAC                                                     |
| (187750)              | 1994 WB7               | 28 novembre 1994      | Spacewatch                                                |
| (187751)              | 1995 GG3               | 2 avril 1995          | Spacewatch                                                |
| (187752)              | 1995 MF6               | 24 juin 1995          | Spacewatch                                                |
| (187753)              | 1995 SF49              | 22 septembre 1995     | Spacewatch                                                |
| (187754)              | 1995 YV7               | 16 décembre 1995      | Spacewatch                                                |
| (187755)              | 1996 HN17              | 18 avril 1996         | Elst, E. W.                                               |
| (187756)              | 1996 RX18              | 15 septembre 1996     | Spacewatch                                                |
| (187757)              | 1996 UH4               | 29 octobre 1996       | Beijing Schmidt CCD Asteroid Program                      |
| (187758)              | 1996 VU11              | 4 novembre 1996       | Spacewatch                                                |
| (187759)              | 1996 XD8               | 1er décembre 1996     | Spacewatch                                                |
| (187760)              | 1997 BD6               | 31 janvier 1997       | Spacewatch                                                |
| (187761)              | 1997 NX4               | 8 juillet 1997        | ODAS                                                      |
| (187762)              | 1997 WQ5               | 23 novembre 1997      | Spacewatch                                                |
| (187763)              | 1998 BS17              | 22 janvier 1998       | Spacewatch                                                |
| (187764)              | 1998 BF20              | 22 janvier 1998       | Spacewatch                                                |
| (187765)              | 1998 BX38              | 29 janvier 1998       | Spacewatch                                                |
| (187766)              | 1998 DV17              | 23 février 1998       | Spacewatch                                                |
| (187767)              | 1998 QP4               | 22 août 1998          | Beijing Schmidt CCD Asteroid Program                      |
| (187768)              | 1998 QM72              | 24 août 1998          | LINEAR                                                    |
| (187769)              | 1998 RX29              | 14 septembre 1998     | LINEAR                                                    |
| (187770)              | 1998 RU41              | 14 septembre 1998     | LINEAR                                                    |
| (187771)              | 1998 RP52              | 14 septembre 1998     | LINEAR                                                    |
| (187772)              | 1998 RG70              | 14 septembre 1998     | LINEAR                                                    |
| (187773)              | 1998 RQ71              | 14 septembre 1998     | LINEAR                                                    |
| (187774)              | 1998 SR6               | 20 septembre 1998     | Spacewatch                                                |
| (187775)              | 1998 SQ21              | 21 septembre 1998     | Spacewatch                                                |
| (187776)              | 1998 SH55              | 16 septembre 1998     | LONEOS                                                    |
| (187777)              | 1998 SZ70              | 21 septembre 1998     | Elst, E. W.                                               |
| (187778)              | 1998 SJ88              | 26 septembre 1998     | LINEAR                                                    |
| (187779)              | 1998 SO88              | 26 septembre 1998     | LINEAR                                                    |
| (187780)              | 1998 SC109             | 26 septembre 1998     | LINEAR                                                    |
| (187781)              | 1998 SM112             | 26 septembre 1998     | LINEAR                                                    |
| (187782)              | 1998 SB120             | 26 septembre 1998     | LINEAR                                                    |
| (187783)              | 1998 SF120             | 26 septembre 1998     | LINEAR                                                    |
| (187784)              | 1998 SL148             | 26 septembre 1998     | LINEAR                                                    |
| (187785)              | 1998 SM159             | 26 septembre 1998     | LINEAR                                                    |
| (187786)              | 1998 SB165             | 22 septembre 1998     | LONEOS                                                    |
| (187787)              | 1998 SR168             | 17 septembre 1998     | LONEOS                                                    |
| (187788)              | 1998 SA169             | 22 septembre 1998     | LONEOS                                                    |
| (187789)              | 1998 UN31              | 22 octobre 1998       | Beijing Schmidt CCD Asteroid Program                      |
| (187790)              | 1998 UH36              | 28 octobre 1998       | LINEAR                                                    |
| (187791)              | 1998 VO1               | 10 novembre 1998      | LINEAR                                                    |
| (187792)              | 1999 AV3               | 10 janvier 1999       | Kobayashi, T.                                             |
| (187793)              | 1999 BL10              | 23 janvier 1999       | Korlevic, K.                                              |
| (187794)              | 1999 CM28              | 10 février 1999       | LINEAR                                                    |
| (187795)              | 1999 CB97              | 10 février 1999       | LINEAR                                                    |
| (187796)              | 1999 CS132             | 8 février 1999        | Spacewatch                                                |
| (187797)              | 1999 CS133             | 7 février 1999        | Spacewatch                                                |
| (187798)              | 1999 FW15              | 20 mars 1999          | Spacewatch                                                |
| (187799)              | 1999 FK16              | 21 mars 1999          | Spacewatch                                                |
| (187800)              | 1999 GZ13              | 14 avril 1999         | Spacewatch                                                |

### 187801-187900
| Nom      | Désignation provisoire | Date de la découverte | Découvreur                           |
| -------- | ---------------------- | --------------------- | ------------------------------------ |
| (187801) | 1999 HZ5               | 18 avril 1999         | Spacewatch                           |
| (187802) | 1999 JU2               | 8 mai 1999            | Beijing Schmidt CCD Asteroid Program |
| (187803) | 1999 JN8               | 14 mai 1999           | LINEAR                               |
| (187804) | 1999 OB2               | 22 juillet 1999       | LINEAR                               |
| (187805) | 1999 RR32              | 8 septembre 1999      | Osservatorio San Vittore             |
| (187806) | 1999 RB51              | 7 septembre 1999      | LINEAR                               |
| (187807) | 1999 RM189             | 9 septembre 1999      | LINEAR                               |
| (187808) | 1999 RA214             | 13 septembre 1999     | Spacewatch                           |
| (187809) | 1999 TS16              | 14 octobre 1999       | Sarounova, L.                        |
| (187810) | 1999 TC18              | 10 octobre 1999       | Beijing Schmidt CCD Asteroid Program |
| (187811) | 1999 TX77              | 10 octobre 1999       | Spacewatch                           |
| (187812) | 1999 TU131             | 6 octobre 1999        | LINEAR                               |
| (187813) | 1999 TR154             | 7 octobre 1999        | LINEAR                               |
| (187814) | 1999 TL159             | 9 octobre 1999        | LINEAR                               |
| (187815) | 1999 TH164             | 10 octobre 1999       | LINEAR                               |
| (187816) | 1999 TL177             | 10 octobre 1999       | LINEAR                               |
| (187817) | 1999 TP225             | 2 octobre 1999        | Spacewatch                           |
| (187818) | 1999 TA229             | 3 octobre 1999        | CSS                                  |
| (187819) | 1999 TD244             | 7 octobre 1999        | CSS                                  |
| (187820) | 1999 TP253             | 10 octobre 1999       | LINEAR                               |
| (187821) | 1999 TS260             | 11 octobre 1999       | Spacewatch                           |
| (187822) | 1999 UH7               | 30 octobre 1999       | LINEAR                               |
| (187823) | 1999 UK16              | 29 octobre 1999       | CSS                                  |
| (187824) | 1999 UH32              | 31 octobre 1999       | Spacewatch                           |
| (187825) | 1999 UP32              | 31 octobre 1999       | Spacewatch                           |
| (187826) | 1999 US32              | 31 octobre 1999       | Spacewatch                           |
| (187827) | 1999 UW33              | 31 octobre 1999       | Spacewatch                           |
| (187828) | 1999 VX21              | 12 novembre 1999      | Korlevic, K.                         |
| (187829) | 1999 VT58              | 4 novembre 1999       | LINEAR                               |
| (187830) | 1999 VG61              | 4 novembre 1999       | LINEAR                               |
| (187831) | 1999 VC95              | 9 novembre 1999       | LINEAR                               |
| (187832) | 1999 VU95              | 9 novembre 1999       | LINEAR                               |
| (187833) | 1999 VO105             | 9 novembre 1999       | LINEAR                               |
| (187834) | 1999 VM121             | 4 novembre 1999       | Spacewatch                           |
| (187835) | 1999 VH134             | 10 novembre 1999      | Spacewatch                           |
| (187836) | 1999 VM147             | 13 novembre 1999      | LINEAR                               |
| (187837) | 1999 VQ153             | 11 novembre 1999      | Spacewatch                           |
| (187838) | 1999 VT165             | 14 novembre 1999      | LINEAR                               |
| (187839) | 1999 VD184             | 15 novembre 1999      | LINEAR                               |
| (187840) | 1999 VF188             | 15 novembre 1999      | LINEAR                               |
| (187841) | 1999 VF208             | 9 novembre 1999       | Spacewatch                           |
| (187842) | 1999 VJ225             | 5 novembre 1999       | LINEAR                               |
| (187843) | 1999 XN50              | 7 décembre 1999       | LINEAR                               |
| (187844) | 1999 XP53              | 7 décembre 1999       | LINEAR                               |
| (187845) | 1999 XW109             | 4 décembre 1999       | CSS                                  |
| (187846) | 1999 XK135             | 8 décembre 1999       | LINEAR                               |
| (187847) | 1999 XM138             | 4 décembre 1999       | Spacewatch                           |
| (187848) | 1999 XC246             | 5 décembre 1999       | LINEAR                               |
| (187849) | 1999 XM248             | 6 décembre 1999       | LINEAR                               |
| (187850) | 2000 AB48              | 5 janvier 2000        | LINEAR                               |
| (187851) | 2000 AG151             | 11 janvier 2000       | Comba, P. G.                         |
| (187852) | 2000 AA170             | 7 janvier 2000        | LINEAR                               |
| (187853) | 2000 AA225             | 11 janvier 2000       | Spacewatch                           |
| (187854) | 2000 AS253             | 7 janvier 2000        | Spacewatch                           |
| (187855) | 2000 GP4               | 4 avril 2000          | LINEAR                               |
| (187856) | 2000 GL155             | 6 avril 2000          | LONEOS                               |
| (187857) | 2000 HA5               | 27 avril 2000         | LINEAR                               |
| (187858) | 2000 HA31              | 28 avril 2000         | LINEAR                               |
| (187859) | 2000 HL69              | 25 avril 2000         | LONEOS                               |
| (187860) | 2000 JM10              | 7 mai 2000            | LINEAR                               |
| (187861) | 2000 KG17              | 28 mai 2000           | LINEAR                               |
| (187862) | 2000 LW14              | 7 juin 2000           | LINEAR                               |
| (187863) | 2000 LW25              | 11 juin 2000          | LINEAR                               |
| (187864) | 2000 NE6               | 3 juillet 2000        | Spacewatch                           |
| (187865) | 2000 OG56              | 29 juillet 2000       | LONEOS                               |
| (187866) | 2000 OV59              | 29 juillet 2000       | LONEOS                               |
| (187867) | 2000 OJ60              | 29 juillet 2000       | LONEOS                               |
| (187868) | 2000 PA10              | 1er août 2000         | LINEAR                               |
| (187869) | 2000 QH51              | 24 août 2000          | LINEAR                               |
| (187870) | 2000 QH62              | 28 août 2000          | LINEAR                               |
| (187871) | 2000 QC64              | 28 août 2000          | LINEAR                               |
| (187872) | 2000 QB70              | 24 août 2000          | LINEAR                               |
| (187873) | 2000 QN78              | 24 août 2000          | LINEAR                               |
| (187874) | 2000 QH91              | 25 août 2000          | LINEAR                               |
| (187875) | 2000 QX91              | 25 août 2000          | LINEAR                               |
| (187876) | 2000 QT104             | 28 août 2000          | LINEAR                               |
| (187877) | 2000 QG117             | 25 août 2000          | LINEAR                               |
| (187878) | 2000 QL120             | 25 août 2000          | LINEAR                               |
| (187879) | 2000 QQ169             | 31 août 2000          | LINEAR                               |
| (187880) | 2000 QK176             | 31 août 2000          | LINEAR                               |
| (187881) | 2000 QY211             | 31 août 2000          | LINEAR                               |
| (187882) | 2000 QW230             | 31 août 2000          | Spacewatch                           |
| (187883) | 2000 RW                | 1er septembre 2000    | LINEAR                               |
| (187884) | 2000 RS42              | 3 septembre 2000      | LINEAR                               |
| (187885) | 2000 RS53              | 7 septembre 2000      | BATTeRS                              |
| (187886) | 2000 RV53              | 7 septembre 2000      | LINEAR                               |
| (187887) | 2000 RW64              | 1er septembre 2000    | LINEAR                               |
| (187888) | 2000 RV73              | 2 septembre 2000      | LINEAR                               |
| (187889) | 2000 SV5               | 22 septembre 2000     | LINEAR                               |
| (187890) | 2000 SW41              | 24 septembre 2000     | LINEAR                               |
| (187891) | 2000 ST46              | 23 septembre 2000     | LINEAR                               |
| (187892) | 2000 SD59              | 24 septembre 2000     | LINEAR                               |
| (187893) | 2000 SF85              | 24 septembre 2000     | LINEAR                               |
| (187894) | 2000 SF142             | 23 septembre 2000     | LINEAR                               |
| (187895) | 2000 SJ165             | 23 septembre 2000     | LINEAR                               |
| (187896) | 2000 SJ189             | 22 septembre 2000     | NEAT                                 |
| (187897) | 2000 SM198             | 24 septembre 2000     | LINEAR                               |
| (187898) | 2000 ST213             | 25 septembre 2000     | LINEAR                               |
| (187899) | 2000 SU261             | 24 septembre 2000     | LINEAR                               |
| (187900) | 2000 SR265             | 26 septembre 2000     | LINEAR                               |

### 187901-188000
| Nom             | Désignation provisoire | Date de la découverte | Découvreur  |
| --------------- | ---------------------- | --------------------- | ----------- |
| (187901)        | 2000 SB317             | 30 septembre 2000     | LINEAR      |
| (187902)        | 2000 SJ339             | 25 septembre 2000     | LINEAR      |
| (187903)        | 2000 SN341             | 24 septembre 2000     | LINEAR      |
| (187904)        | 2000 SM363             | 22 septembre 2000     | LONEOS      |
| (187905)        | 2000 TR23              | 1er octobre 2000      | LINEAR      |
| (187906)        | 2000 TZ49              | 1er octobre 2000      | LINEAR      |
| (187907)        | 2000 UH37              | 24 octobre 2000       | LINEAR      |
| (187908)        | 2000 UD62              | 25 octobre 2000       | LINEAR      |
| (187909)        | 2000 UG65              | 25 octobre 2000       | LINEAR      |
| (187910)        | 2000 UN70              | 25 octobre 2000       | LINEAR      |
| (187911)        | 2000 UU84              | 31 octobre 2000       | LINEAR      |
| (187912)        | 2000 VS38              | 1er novembre 2000     | Spacewatch  |
| (187913)        | 2000 VM39              | 1er novembre 2000     | LINEAR      |
| (187914)        | 2000 VD43              | 1er novembre 2000     | LINEAR      |
| (187915)        | 2000 VU54              | 3 novembre 2000       | LINEAR      |
| (187916)        | 2000 VY57              | 3 novembre 2000       | LINEAR      |
| (187917)        | 2000 WH9               | 21 novembre 2000      | Eskridge    |
| (187918)        | 2000 WD108             | 20 novembre 2000      | LINEAR      |
| (187919)        | 2000 WR124             | 20 novembre 2000      | LINEAR      |
| (187920)        | 2000 XF41              | 5 décembre 2000       | LINEAR      |
| (187921)        | 2000 YT3               | 18 décembre 2000      | Spacewatch  |
| (187922)        | 2000 YD57              | 30 décembre 2000      | LINEAR      |
| (187923)        | 2000 YF97              | 30 décembre 2000      | LINEAR      |
| (187924)        | 2000 YA100             | 30 décembre 2000      | LINEAR      |
| (187925)        | 2001 AN51              | 15 janvier 2001       | Spacewatch  |
| (187926)        | 2001 BH31              | 20 janvier 2001       | LINEAR      |
| (187927)        | 2001 BK39              | 21 janvier 2001       | Spacewatch  |
| (187928)        | 2001 CT15              | 1er février 2001      | LINEAR      |
| (187929)        | 2001 CD24              | 1er février 2001      | LONEOS      |
| (187930)        | 2001 DY43              | 19 février 2001       | LINEAR      |
| (187931)        | 2001 DN107             | 20 février 2001       | LINEAR      |
| (187932)        | 2001 EX23              | 15 mars 2001          | NEAT        |
| (187933)        | 2001 ES27              | 2 mars 2001           | LONEOS      |
| (187934)        | 2001 FU17              | 19 mars 2001          | LONEOS      |
| (187935)        | 2001 FO88              | 26 mars 2001          | Spacewatch  |
| (187936)        | 2001 FL124             | 27 mars 2001          | LONEOS      |
| (187937)        | 2001 FW131             | 20 mars 2001          | NEAT        |
| (187938)        | 2001 FM149             | 24 mars 2001          | LONEOS      |
| (187939)        | 2001 FP156             | 26 mars 2001          | NEAT        |
| (187940)        | 2001 GG1               | 14 avril 2001         | Spacewatch  |
| (187941)        | 2001 GU3               | 15 avril 2001         | LINEAR      |
| (187942)        | 2001 KF3               | 17 mai 2001           | LINEAR      |
| (187943)        | 2001 KO33              | 18 mai 2001           | LINEAR      |
| (187944)        | 2001 KU37              | 22 mai 2001           | LINEAR      |
| (187945)        | 2001 KJ43              | 22 mai 2001           | LINEAR      |
| (187946)        | 2001 KC66              | 22 mai 2001           | LONEOS      |
| (187947)        | 2001 KM67              | 25 mai 2001           | Spacewatch  |
| (187948)        | 2001 KV70              | 24 mai 2001           | LONEOS      |
| (187949)        | 2001 KX74              | 27 mai 2001           | NEAT        |
| (187950)        | 2001 MO11              | 19 juin 2001          | NEAT        |
| (187951)        | 2001 NL                | 9 juillet 2001        | NEAT        |
| (187952)        | 2001 OL2               | 16 juillet 2001       | LONEOS      |
| (187953)        | 2001 OB8               | 17 juillet 2001       | LONEOS      |
| (187954)        | 2001 OV9               | 18 juillet 2001       | NEAT        |
| (187955)        | 2001 OV33              | 19 juillet 2001       | NEAT        |
| (187956)        | 2001 OA49              | 16 juillet 2001       | NEAT        |
| (187957)        | 2001 OA57              | 16 juillet 2001       | LONEOS      |
| (187958)        | 2001 OR66              | 23 juillet 2001       | NEAT        |
| (187959)        | 2001 OW66              | 23 juillet 2001       | NEAT        |
| (187960)        | 2001 PM                | 5 août 2001           | NEAT        |
| (187961)        | 2001 PL2               | 3 août 2001           | NEAT        |
| (187962)        | 2001 PB36              | 11 août 2001          | NEAT        |
| (187963)        | 2001 PK36              | 11 août 2001          | NEAT        |
| (187964)        | 2001 PM51              | 15 août 2001          | NEAT        |
| (187965)        | 2001 QU36              | 16 août 2001          | LINEAR      |
| (187966)        | 2001 QQ37              | 16 août 2001          | LINEAR      |
| (187967)        | 2001 QA41              | 16 août 2001          | LINEAR      |
| (187968)        | 2001 QC42              | 16 août 2001          | LINEAR      |
| (187969)        | 2001 QS59              | 18 août 2001          | LINEAR      |
| (187970)        | 2001 QP66              | 17 août 2001          | LINEAR      |
| (187971)        | 2001 QB85              | 19 août 2001          | LINEAR      |
| (187972)        | 2001 QL103             | 19 août 2001          | LINEAR      |
| (187973)        | 2001 QP112             | 25 août 2001          | LINEAR      |
| (187974)        | 2001 QV118             | 17 août 2001          | LINEAR      |
| (187975)        | 2001 QQ155             | 23 août 2001          | LONEOS      |
| (187976)        | 2001 QK169             | 26 août 2001          | NEAT        |
| (187977)        | 2001 QX205             | 23 août 2001          | LONEOS      |
| (187978)        | 2001 QT218             | 23 août 2001          | LONEOS      |
| (187979)        | 2001 QK234             | 24 août 2001          | LINEAR      |
| (187980)        | 2001 QP288             | 17 août 2001          | NEAT        |
| (187981) Soluri | 2001 QL307             | 19 août 2001          | Buie, M. W. |
| (187982)        | 2001 QR333             | 26 août 2001          | NEAT        |
| (187983)        | 2001 RM4               | 8 septembre 2001      | LINEAR      |
| (187984)        | 2001 RO8               | 8 septembre 2001      | LINEAR      |
| (187985)        | 2001 RT37              | 8 septembre 2001      | LINEAR      |
| (187986)        | 2001 RC39              | 10 septembre 2001     | LINEAR      |
| (187987)        | 2001 RJ43              | 12 septembre 2001     | Ball, L.    |
| (187988)        | 2001 RM79              | 10 septembre 2001     | LINEAR      |
| (187989)        | 2001 RF101             | 12 septembre 2001     | LINEAR      |
| (187990)        | 2001 RT123             | 12 septembre 2001     | LINEAR      |
| (187991)        | 2001 RJ153             | 12 septembre 2001     | LINEAR      |
| (187992)        | 2001 SA42              | 16 septembre 2001     | LINEAR      |
| (187993)        | 2001 SZ55              | 16 septembre 2001     | LINEAR      |
| (187994)        | 2001 SZ63              | 17 septembre 2001     | LINEAR      |
| (187995)        | 2001 SO151             | 17 septembre 2001     | LINEAR      |
| (187996)        | 2001 SU152             | 17 septembre 2001     | LINEAR      |
| (187997)        | 2001 SC161             | 17 septembre 2001     | LINEAR      |
| (187998)        | 2001 SO175             | 16 septembre 2001     | LINEAR      |
| (187999)        | 2001 SY201             | 19 septembre 2001     | LINEAR      |
| (188000)        | 2001 SR204             | 19 septembre 2001     | LINEAR      |

## Sources
- (en) Base de données du Centre des planètes mineures